# Jean-Marie Grenier
Pour les articles homonymes, voir Grenier (homonymie).
Jean-Marie Grenier est un homme politique français né le 4 mars 1906 à Verrières-de-Joux (Doubs) et décédé le 11 octobre 1964 à Remiremont (Vosges).

## Biographie
Banquier, résistant pendant la Seconde Guerre mondiale, il est membre du comité de Libération des Vosges en 1944. Élu maire de Remiremont en avril 1945, il devient conseiller de la République puis sénateur MRP des Vosges à partir de 1946. Membre de la commission des finances, il s'investit sur les questions économiques et financières. 
Il est battu en 1952 mais est élu député de la 3e circonscription des Vosges en 1958, cette fois-ci sous l'étiquette de l'UNR.